# ジャズタイムズ
『ジャズタイムズ』(JazzTimes) は、「世界有数のジャズ雑誌」とも評される、アメリカ合衆国のジャズ専門雑誌。アイラ・デイヴィッドソン・サビン（Ira Davidson Sabin、1928年–2018年）によって、『ラジオ・フリー・ジャズ (Radio Free Jazz)』として創刊された。以来、年10回刊行されている。『ラジオ・フリー・ジャズ』は、サビンが1962年にワシントンD.C.で創業した彼のレコード店のおまけとして創刊したものであった。

## 対象領域
創刊から十年、購読者数が伸び、書き手も充実して国外でも読まれるようになったことを踏まえ、『ラジオ・フリー・ジャズ』は、焦点を当てる対象を拡大し、ジャズ評論家レナード・フェザーの提案を受けて、1980年に誌名を『ジャズタイムズ』と改めた。
この雑誌がレビューで取り上げる領域は、音盤や視聴覚メディアなどの新譜、コンサート、楽器、機材、書籍などに及ぶ。

## 所有と経営
この雑誌を創刊したのは、ガスリー社 (Guthrie Inc.) であったが、同社による刊行は、2009年6月で停止した。同年中に、デラウエア州の企業で、マサチューセッツ州クインシーに拠点を置くマダヴァー・メディア社（Madavor Media, LLC,：会長・CEOは、1966年生まれのジェフリー・C・ウォーク (Jeffrey C. Wolk)）が『ジャズタイムズ』を取得した。マダヴァー・メディア社は、同年中に雑誌の刊行を再開した。長く編集長であったリー・C・マーグナー (Lee C. Mergner) は、退任後も非常勤の編集者として『ジャズタイムズ』に関わり続けている。